# Jörg Wischmeier
Jörg Wischmeier (* 16. August 1935 in Dortmund; † 3. Oktober 2012 in Korschenbroich) war ein deutscher Dreispringer.

## Biografie
Wischmeier wurde 1959 Deutscher Meister im Dreisprung und gewann im Folgejahr bei den Deutschen Meisterschaften, wie bereits 1958, die Silbermedaille.
Bei den Olympischen Spielen 1960 in Rom schaffte er es im Dreisprung nicht, sich für das Finale zu qualifizieren, und belegte den 20. Rang.
Ein Jahr später wurde er erneut Deutscher Meister.
1993 wurde der gelernte Schriftsetzer mit der silbernen DLV-Nadel ausgezeichnet.